# چشم صحرا

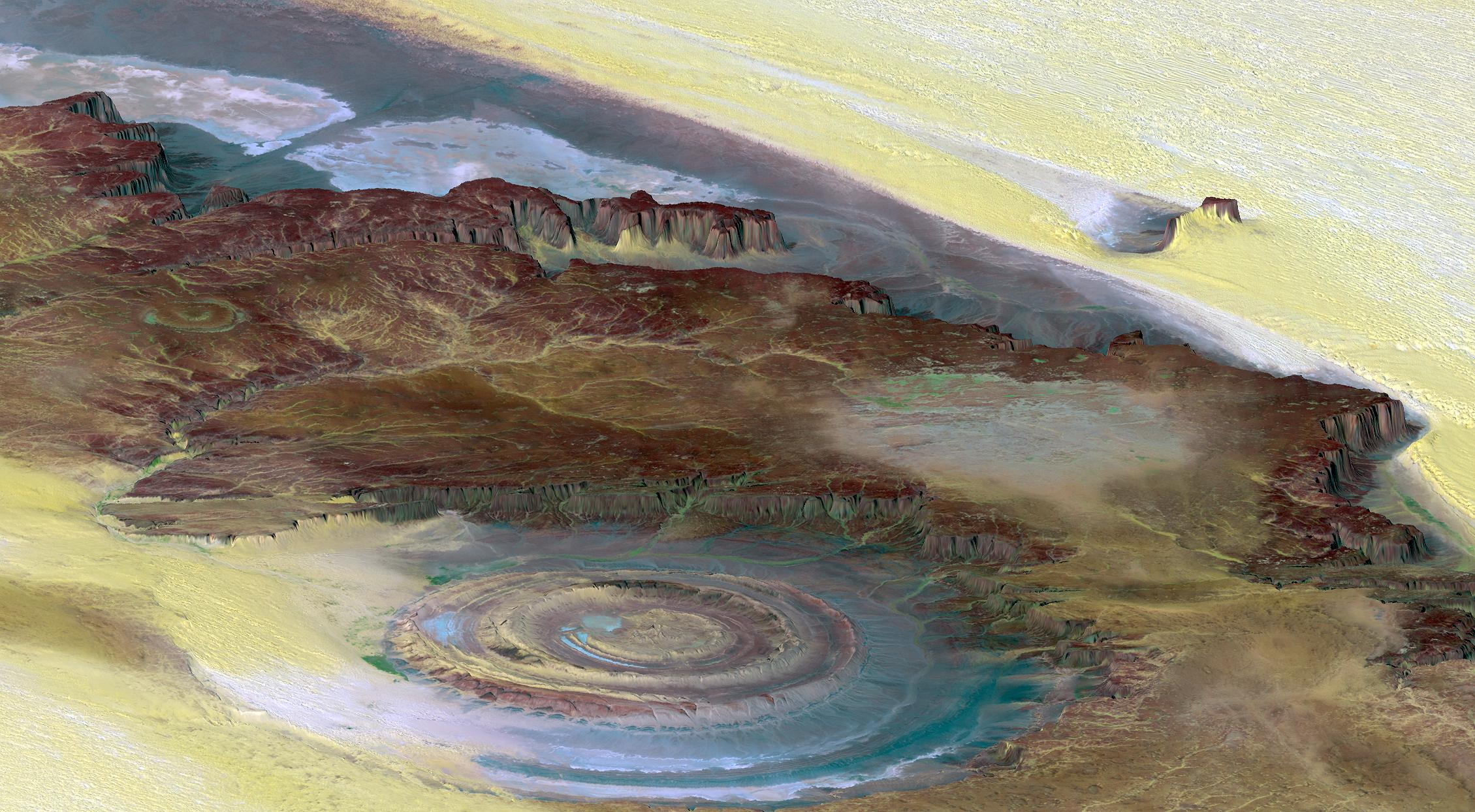
چشم صحرا.

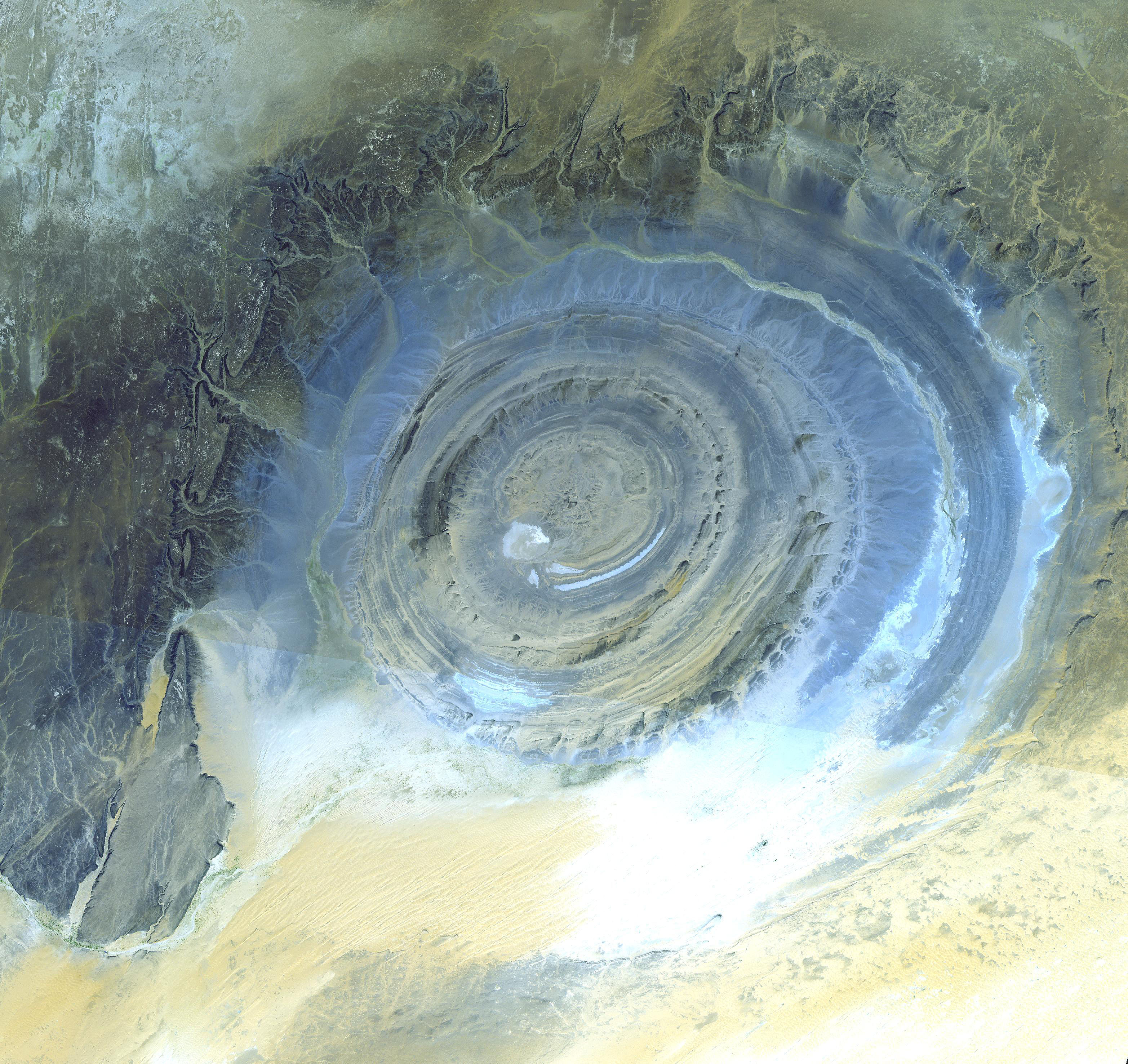
سازه ریشات (چشم صحرا).

چشم صحرا یا سازهٔ ریشات (عربی: قلب الریشات) یک عارضه طبیعی در صحرای بزرگ آفریقا است که در فلات اَدرار در قسمت غربی مرکز موریتانی واقع شده‌است. نزدیک‌ترین محل مسکونی به آن روستای وادان است.

## جغرافیا
با قطر پنجاه کیلومتر، رسیدن به محل این سازه طبیعی کار آسانی نیست.

## زمین‌شناسی
توضیحات مختلفی برای شکل‌گیری این پدیده ارائه شده‌است. در ابتدا تصور می‌شد که به دلیل شکل دایره‌ای که دارد باید نتیجه برخورد یک شهاب‌سنگ باشد. تحقیقات جدید نشان داده‌است که محتملا فرسایش دلیل شکل‌گیری سازه ریشات است. به این صورت که یک سازه گنبدی از سنگ آتشفشانی سخت، به حالت صاف و مسطح فرسوده شده و لایه‌های مختلف سنگی آن که الگویی دایره‌ای داشته به مرور بیرون زده است.
پژوهش بیشتر توسط زمین‌شناسان کانادایی در سال ۲۰۰۵ منجر به این فرضیه شد که این سازه یک بدنه ماگمایی است که قدمت آن به دوره کرتاسه می‌رسد و توسط حلقه‌های بِرشی حاوی سیلیس و رسوبات سنگ آهک و دولومیت پوشیده شده‌است. با توجه به فعالیت مداوم آتشفشانی به شکل دایک‌های حلقوی با تولید سنگ‌های مذاب عمدتاً قلیایی (آندزیت و تراکتیت) در نتیجه، شکل خاصی از کارستی‌سازی پدید آمده است. در این حالت، یک الگوی شعاعی از درزه‌ها ایجاد می‌شود، که در نتیجه، بِرشی و سنگ آهک فوقانی در لایه‌های دایره‌ای بسته به توان سنگ ممکن است از فرسایش پیدا کند یا نکند.
همین روند در مونتسرات در اسپانیا نیز قابل مشاهده است.